# Ганс одружується
«Ганс одружується» (нім. Hans heiratet) — казка, опублікована братами Грімм у збірці «Дитячі та сімейні казки» (1812, том 1, казка 85).

## Сюжет
Двоюрідний брат хоче знайти Гансу наречену, тому садить його за піч, змушує тримати в руці блискучого гелера та кришити хліб у молоко, а сам йде до багатої селянської дівчини та переконує її батька, що Ганс «сидить собі у теплі, гарну монетку тримає у руці, і тільки білий хліб кришить» і ніяк не може полічити всіх своїх латок. Батько погоджується віддати за нього свою дочку. Після весілля наречена хоче піти подивитися землі свого нареченого. Ганс передягається у свою латану куртку і коли наречена дивиться на поля, Ганс позує пальцем, а потім ударяє по латках на своїй куртці, яка насправді є єдиною його власністю. А на запитання, чи його дружина була на весіллі, колишня наречена відповідає, що так, але головний її убір був зі снігу, тому розтанув, коли вийшло сонечко, сукня з павутини порвалася колючим терням, а скляні черевички розбились об камінь.

## Підґрунтя
- Казка основана на творі «Золота паличка» (нім. Wünschelruthe; 1667) Йоганна Преторіуса;
- У казці згадується те, що під латками селяни також розуміли наділи поля;
- Комічне закінчення, притаманне для народних казок (див. також «Підземний чоловічок», «Двоє королівських дітей», «Про розумного кравчика» та «Шестеро слуг»);
- У казці наречена має скляні черевички, як у «Попелюшці».